# Magnetohidrodinámica

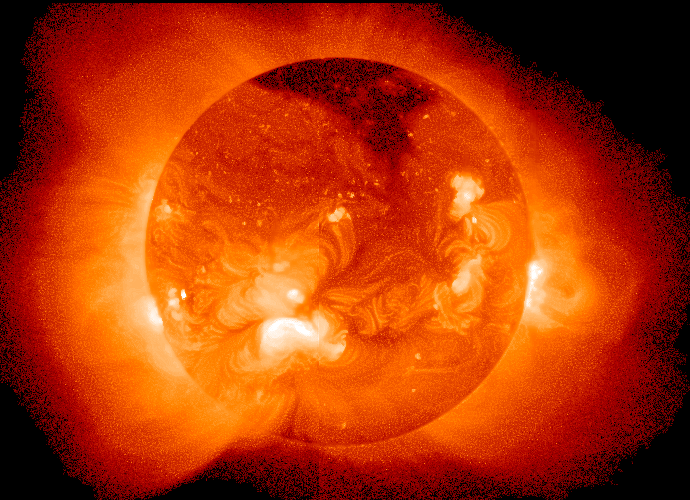
Plasma del Sol

La magnetohidrodinámica (MHD) es la disciplina que estudia la interacción entre campos magnéticos y eléctricos, y el movimiento de fluidos eléctricamente conductores. Ejemplos de tales fluidos son los plasmas, los metales líquidos y el agua salada. El término magnetohidrodinámica deriva de magneto-, que significa campo magnético, hidro-, que significa líquido, y dinámica, que significa movimiento. El concepto de magnetohidrodinámica fue utilizado inicialmente en 1942 por Hannes Alfvén, trabajo por el cual recibió el Premio Nobel de Física en 1970.
La idea de la magnetohidrodinámica es que los campos magnéticos pueden inducir corrientes, en los fluidos involucrados, estos mismos deben ser eléctricamente conductores y no magnéticos, lo cual limita solamente fluidos como metales líquidos, gases ionizados (plasma) y electrolitos fuertes(sustancias que al diluirse se descompone mayoritariamente en iones); Para el fluido conductor, se crean fuerzas en el fluido, lo cual provoca un cambio en el campo magnético mismo. El sistema de las ecuaciones que describen la magnetohidrodinámica son una combinación de las ecuaciones de Navier-Stokes de dinámica de fluidos y las ecuaciones de Maxwell del electromagnetismo. Estas ecuaciones diferenciales tienen que ser resueltas simultáneamente, ya sea analíticamente o numéricamente. Como la magnetohidrodinámica es una teoría de fluidos, no puede tratar fenómenos cinéticos en los cuales la existencia de partículas discretas sea importante.

## MHD ideal
La forma más simple de MHD es la MHD ideal. En ella se asume que:
- el plasma se trata como un fluido homogéneo;
- el plasma es un conductor perfecto, por lo que posee una conductividad eléctrica infinita:
- el plasma tiene una viscosidad nula.

En la MHD ideal, la ley de Lenz hace que el fluido esté íntimamente atado a las líneas de campo magnético. Para ser más preciso, en la MHD ideal, un volumen de fluido pequeño en forma de fibra envolviendo una línea de campo continuará a lo largo de una línea de campo magnético, incluso si es contorsionado y distorsionado por el flujo del fluido en el sistema. Una analogía consiste en comparar el fluido con un peine y las líneas de campo a los cabellos: el movimiento de los cabellos sigue exactamente los del peine. Esta MHD ideal se estudia dentro de los plasmas calientes, tales como los plasmas en astrofísica y los termonucleares de origen natural (estrellas) o artificial (tokamaks).
Para poder comprender la magnetohidrodinámica, se analizarán las ecuaciones que rigen su comportamiento, para ello analizaremos sus dos componentes principales: las ecuaciones de Maxwell y las ecuaciones de la dinámica de fluidos.
{\textstyle \nabla \times B=J+{\partial D \over \partial t}} La ley de Ampére relaciona el campo magnético B con la corriente eléctrica.
{\displaystyle \nabla \cdot H=0} La ley de Gauss del campo magnético
{\displaystyle {\partial H \over \partial t}+(\nabla \times E)=0} Esta ley relaciona el campo eléctrico E y el flujo del campo magnético H.
{\displaystyle \nabla \cdot D=\rho _{c}} La ley de Gauss del campo eléctrico, esta ley se relaciona el flujo eléctrico D en una superficie cerrada con la carga total.
Las ecuaciones resultantes de la MHD ideal son el resultado de aplicar al fluido las ecuaciones de Navier-Stokes, las ecuaciones de Maxwell y la ley de Ohm. Tenemos la ecuación de continuidad, las leyes de la cantidad de movimiento, el teorema de Ampere (en la ausencia de campo eléctrico y de difusión de electrones) y las ecuaciones de la termodinámica, en las cuales el flujo de calor se efectúa vía condiciones adiabáticas o isotérmicas.

{\displaystyle {\begin{matrix}\partial _{t}\varrho +\nabla \cdot (\varrho \mathbf {v} )&=&0\\\partial _{t}e+\nabla \cdot (e\mathbf {v} )&=&-p\,\nabla \cdot \mathbf {v} \\\partial _{t}\varrho \mathbf {v} +\nabla \cdot (\varrho \mathbf {v} \otimes \mathbf {v} )&=&-\nabla (P+{\frac {B^{2}}{2\,\mu _{0}}})-\varrho \,\nabla \Phi +{\frac {1}{\mu _{0}}}\,(\mathbf {B} \cdot \mathbf {\nabla } )\,\mathbf {B} \\\partial _{t}\mathbf {B} &=&\nabla \times (\mathbf {v} \times \mathbf {B} )\end{matrix}}}

Los símbolos representan su significado habitual. {\displaystyle \Phi } es el potencial de una fuente externa, como la causada por la gravitación; {\displaystyle \otimes } representa el producto vectorial. La presión hidrostática {\displaystyle P} se le suma la presión magnética {\displaystyle B^{2}/2\,\mu _{0}}, que bajo todas las circunstancias, ejerce una influencia decisiva en la dinámica.

### MHD resistiva
La MHD resistiva describe los fluidos ionizados débilmente magnetizados con una resistencia eléctrica no nula. Esta difusión conduce a una ruptura dentro de la topología magnética (no reconexión de las líneas de campo magnético).
Dentro de un fluido considerado como conductor no perfecto, el campo magnético puede desplazarse a través del fluido, siguiendo una ley de difusión magnética donde la constante de difusión es la resistividad del fluido. Ello implica que las soluciones de las ecuaciones de la MHD ideal son aplicables solo por una duración y una región limitadas, pues más allá de los límites, la difusión se hace demasiado importante para poder ser ignorada.
Por ejemplo, en el Sol, se estima el tiempo de difusión a través de una región activa (resistividad colisional) en cientos o miles de años, una duración mucho más larga que la vida de una mancha solar, ahí se desprecia la resistividad (caso de la MHD ideal). A la inversa, un metro cúbico de agua de mar posee un tiempo de difusión que se mide en milisegundos, por lo que se debe tener en cuenta (MHD resistiva). En comparación con la MHD ideal, la MHD resistiva implica un término suplementario dentro de la ley de Ampère que modeliza la resistividad colisional.
Incluso en los sistemas físicos bastante grandes y buenos conductores, donde parecería a priori que la resistividad puede ser ignorada, esta puede ser importante: dentro de los plasmas aparecen numerosas inestabilidades lo que aumenta considerablemente la resistividad por un factor de 1 billón. Este aumento es habitualmente el resultado de la formación de estructuras a pequeña escala, tales como corrientes eléctricas en estratos, o las turbulencias electrónicas y magnéticas localizadas.
Notar que la MHD de gases industriales, utiliza plasmas fríos (gases a dos temperaturas, fuera del equilibrio, donde solo el "gas de electrones" se calienta a 10 000 K, mientras que el resto del gas (iones y neutros) está frío alrededor de los 4 000 K) entra dentro de esta categoría de MHD resistiva.

## Aplicaciones

### Geofísicos
Se piensa que el núcleo fluido de la Tierra y otros planetas es una dinamo MHD enorme que genera el campo magnético de la Tierra por el movimiento de la roca fundida. Tales dinamos trabajan estirando las líneas de campo magnético en un volumen particular que determina la fuerza del campo magnético, por lo que al estirar las líneas de campo aumenta el campo magnético.

### Astrofísicos
La MHD se aplica muy bien a la astrofísica pues cerca del 99 % del contenido de la materia bariónica está hecha de plasma, como las estrellas, el medio interplanetario (espacio entre los planetas), el medio interestelar (espacio entre las estrellas), nébulas y los chorros relativistas. Muchos de los sistemas astrofísicos no están en equilibrio térmico local, y por lo tanto, requieren un tratamiento cinemático adicional para describir todos los fenómenos dentro del sistema.
Las manchas solares las causan los campos magnéticos solares, como teorizó Joseph Larmor en 1919. El viento solar se rige por la MHD. La rotación solar diferenciada puede ser el efecto a lo largo del tiempo por el arrastre magnético en los polos del sol, un fenómeno de la MHD debido a la forma de espiral de Parker que toma el campo magnético extenso del Sol.
Las teorías que describen la creación del sol y de los planetas no podían explicar como el Sol tiene el 99 % de la masa, pero solo el 1 % del momento angular en el sistema solar. En un sistema cerrado tal como una nube de gas y polvo desde la cual se originó el Sol, la masa y el momento angular se conservan. Esta conservación implica que la masa concentrada en el centro de la nube para formar el Sol, giraría más rápidamente, al igual que un patinador que gira y recoge sus brazos. La alta velocidad de rotación predicha por las teorías habría arrojado la materia del proto-Sol antes de que este se pudiese formar. Sin embargo, los efectos magnetohidrodinámicos transferirían el momento angular del Sol al exterior del sistema solar, frenando la rotación.
Se sabe que la fractura de la MHD ideal (en forma de reconexión magnética) es la causa de las erupciones solares, las mayores explosiones en el sistema solar. El campo magnético en la región activa del Sol sobre una mancha solar puede someterse a muchas tensiones con el tiempo, almacenando energía que se libera de repente como un haz en movimiento, rayos X y radiación cuando colapsa la capa de corriente principal, reconectando el campo.

### Ingeniería
La MHD se relaciona con problemas de ingeniería tales como confinamiento de plasma, enfriamiento por metales líquidos de los reactores nucleares y el moldeado electromagnético, entre otros.
La generación de energía a través de MHD alimentada por la combustión de gas de carbón con añadidos potásicos mostró potencial para una conversión eficiente de energía (por la ausencia de partes sólidas en movimiento, lo cual permite la operación a temperaturas más altas merced a la entalpía), pero hasta el presente (mediados de 2007) no ha alcanzado a tener utilidades prácticas debido a los costes técnicos prohibitivos para resolver las dificultades.

## Historia
El primer uso registrado de la palabra magnetohidrodinamica se debe a Hannes Alfvén en 1942:

Por último, unas palabras sobre la transferencia del momento desde el Sol a los planetas, que es fundamental para la teoría (§11). Se debe notar la importancia de las ondas magnetohidrodinámicas en esto.
Hannes Alfvén